# Luca Campedelli
Luca Campedelli (Verona, 24 ottobre 1968) è un imprenditore e dirigente sportivo italiano, è stato maggior azionista dell'azienda dolciaria Paluani ed è proprietario di alcuni alberghi nella città di Verona. È stato il presidente del Chievo dal 1992 al 2022.

## Biografia
È figlio di Luigi Campedelli, alla cui scomparsa, nel 1992, ereditò, appena ventitreenne, la guida dell'azienda di famiglia e la presidenza del Chievo, diventando il più giovane presidente di club calcistici d'Italia fino al 2008, quando Alessandro Ruggeri divenne presidente dell'Atalanta a  21 anni. Con Campedelli alla presidenza, il Chievo conquistò tre promozioni: la prima nel 1994, quando, con allenatore Malesani, i gialloblu furono promossi in Serie B per la prima volta della loro storia; la seconda nel 2001 quando la squadra veronese, guidata da Luigi Delneri, realizzò un vero e proprio miracolo calcistico conquistando la Serie A; l'ultima nel 2008, quando la squadra ritornò nella massima serie dopo un solo anno di cadetteria.
Fin dall'inizio proseguì l'operato paterno; in particolare, attraverso la gestione della squadra calcistica seguì i consigli del genitore, che lo raccomandava di non mettere a rischio la Paluani con spese eccessive nel calcio.
Sul finire degli anni novanta, ha disegnato personalmente alcune delle divise poi utilizzate dal Chievo. Solitamente, queste maglie venivano indossate soltanto in circostanze speciali, come nel caso del primo Derby stagionale contro il Verona nel 1997. Con lui al vertice c'è stata l'ascesa del Chievo prima in Serie B (1994) e poi in Serie A (2001). Proprio la promozione in massima serie della squadra gli valse una certa notorietà e la copertina del settimanale Sportweek de La Gazzetta dello Sport.
È un praticante di scherma: si allena presso l'Ordine delle Lame Scaligere e Scherma Storica Verona. Nel 2011 è diventato Campione Italiano assoluto di scherma storica per l'epoca Medievale vincendo anche il premio fair play.
Indagato dal 2016 per false fatturazioni in relazione ad operazioni di mercato avvenute tra il 2009 e il 2014, viene assolto nel marzo del 2023.
Nel 2025 nel processo riguardante il fallimento del Cesena, è condannato a due anni per plusvalenze fittizie relative ai bilanci 2017-2018.